# William Russell (Politiker, 1965)

Kurzwarenhändler Zunftmeisterwappen des Sir William Russell

Sir William Anthony Bowater Russell (* 15. April 1965 in London) ist ein britischer Investmentbanker. Er war von 2019 bis 2021 Lord Mayor of London.

## Leben
Russell ist der einzige Sohn von Denis Anthony Russell und Charlotte Mary Bowater. Er entstammt einer Familie der englischen Gentry und bewohnt das Anwesen Thriplow Bury in Thriplow bei Royston in Hertfordshire. Väterlicherseits ist er ein Cousin dritten Grades des Sir Charles Dominic Russell, 4. Baronet, und steht in nachrangiger Erbfolge auf dessen 1916 geschaffenen Adelstitel eines Baronet, of Littleworth Corner in the Parish of Burnham in the County of Buckingham. Einige Mitglieder seiner Familie mütterlicherseits waren Lord Mayor of London, so sein Großvater Sir Ian Frank Bowater 1969/70 und dessen Vater Sir Frank Henry Bowater, 1. Baronet, 1938/39.
Er besuchte das Eton College und studierte anschließend an der Durham University. 1989 heiratete er Hilary Ann Chaplin, mit der er inzwischen vier Kinder hat – zwischen 1992 und 2002 geboren.
Russell ist Zunftmeister der Londoner Haberdashers’ Company für 2024/25, hat zahlreiche Ehrenämter inne und engagiert sich in verschiedenen Wohltätigkeitsorganisationen. 2016 wurde er als Serving Brother in den Order of Saint John aufgenommen und 2019 zum Knight of Justice desselben Ordens erhoben. Im Rahmen der New Year Honours wurde er im Januar 2022 als Knight Bachelor geadelt und führt seither das Prädikat Sir.

## Beruflicher Werdegang
Bevor Russell sein öffentliches Amt antrat, verfügte er über mehr als 30 Jahre Erfahrung in der Finanz- und Geschäftswelt. Er hatte leitende Positionen im nationalen und internationalen Bankenwesen inne und war in Asien, New York und London tätig. Von 1992 bis 2006 war Russell Geschäftsführer bei Merrill Lynch, einer Tochtergesellschaft der Bank of America.
Im Herbst 2019 wurde er für die Amtsperiode 2019/20 zum 692. Lord Mayor der City of London gewählt und war damit zugleich Vorsitzender der Corporation of London. Vor dem Hintergrund der COVID-19-Pandemie wurde er im Herbst 2020 für die Amtsperiode 2020/21 als Lord Mayor of London wiedergewählt. Er ist der erste Lord Mayor, der länger als eine Amtszeit diente, seit der Wiederwahl von William Cubitt 1861.